# 玩命追緝：貝克街大劫案
《玩命追緝：貝克街大劫案》（英語：The Bank Job）是一部2008年美國、英國和澳大利亞合拍的搶劫驚悚片，由羅傑·唐納森執導，迪克·柯萊蒙和伊恩·拉·弗雷納斯編劇，傑森·史塔森主演。電影改編自1971年真實事件——貝克街搶案，講述一群搶匪盜走了倫敦市中心一家銀行的保險庫，但戰利品當中的機密文件卻使他們成為黑白兩道的頭號目標。該事件在1971年因禁音令而不對外公開，以保護英國王室的一位重要成員；製片方聲稱，本片旨在首次揭露真相，但當中角色使用化名，部分劇情也含有虛構成份。
電影2008年2月29日在英國上映，美國3月7日上映，7月31日澳大利亞上映。影評界普遍給予本片好評，全球票房收入達6600萬美元。

## 演員
- 傑森·史塔森飾演泰瑞·萊瑟（Terry Leather）
- 莎佛朗·布洛斯飾演瑪汀·樂芙（Martine Love）
- 理查德·林特恩（英语：Richard Lintern）飾演提姆·艾佛瑞（Tim Everett）
- 凱莉·霍威飾演溫蒂·萊瑟（Wendy Leather）
- 史蒂芬·坎貝爾·摩爾（英语：Stephen Campbell Moore）飾演凱文·史溫（Kevin Swain）
- 麥可·吉普森（英语：Michael Jibson）飾演艾迪·波頓（Eddie Burton）
- 喬治亞·泰勒（英语：Georgia Taylor）飾演英格麗·波頓（Ingrid Burton）
- 丹尼爾·梅斯（英语：Daniel Mays）飾演戴夫·西林（Dave Shilling）
- 大衛·蘇切特飾演路·沃格爾（Lew Vogel）
- 彼得·迪·澤西（英语：Peter de Jersey）飾演麥可·阿卜杜勒·馬利克（Michael Abdul Malik）／麥可·X（英语：Michael X）
- 格拉德·霍蘭（英语：Gerard Horan）飾演羅伊·吉文偵查佐（Det. Sgt. Roy Given）
- 唐·蓋勒（Don Gallagher）飾演傑拉德·派克警探（Det. Con. Gerald Pyke）
- 克雷格·費布雷斯（英语：Craig Fairbrass）飾演尼克·巴頓警探（Det. Con. Nick Barton）
- 彼得·鮑爾斯（英语：Peter Bowles）飾演軍情五處執行主任麥爾斯·厄克特（MI5 Executive Director Miles Urquhart）
- 詹姆斯·福克纳飾演「少校」蓋·亞瑟·辛格（"Major" Guy Arthur Singer）
- 阿爾基·大衛（英语：Alki David）飾演班巴斯（Bambas）
- 科林·薩爾蒙飾演哈金姆·賈馬爾（英语：Hakim Jamal）
- 哈蒂·莫拉罕（英语：Hattie Morahan）飾演盖尔·本森
- 羅伯特·懷特洛克（Robert Whitelock）飾演阿爾菲·胡克（Alfie Hook）
- 朱利安·路易士·瓊斯（英语：Julian Lewis Jones）飾演史諾探員（Agent Snow）
- 安德魯·布魯克（英语：Andrew Brooke）飾演昆恩探員（Agent Quinn）
- 莎朗·摩翰（英语：Sharon Maughan）飾演桑妮雅·柏恩（Sonia Bern）
- 埃利斯戴尔·皮特里（英语：Alistair Petrie）飾演菲利普·萊爾（Philip Lisle）
- 魯伯特·弗雷澤（英语：Rupert Frazer）飾演達瑞斯代爾勳爵（Lord Drysdale）
- 克里斯托弗·歐文（Christopher Owen）飾演蒙巴頓勳爵
- 安格斯·萊特（英语：Angus Wright (actor)）飾演艾瑞克·阿迪（Eric Addey）
- 鲁珀特·范西塔特（英语：Rupert Vansittart）飾演倫納德·勞格（英语：Leonard Plugge）爵士
- 泰勒·薩姆威斯（Taylor Samways）飾演凱薩琳·萊瑟（Catherine Leather）
- 凱西·巴特里普（Kasey Baterip）飾演茱莉·萊瑟（Julie Leather）
- 特雷弗·柯波拉（英语：Trevor Coppola）飾演雷納德（Leonard）
- 布朗森·韋博（英语：Bronson Webb）飾演香雞店（Chicken Inn）店員
- 朱利安·佛斯（英语：Julian Firth）飾演律師
- 米克·贾格尔飾演銀行保險箱員工（未掛名）

## 外部連結
- 互联网电影数据库（IMDb）上《玩命追緝：貝克街大劫案》的资料（英文）
- 爛番茄上《玩命追緝：貝克街大劫案》的資料（英文）
- Metacritic上《玩命追緝：貝克街大劫案》的資料（英文）
- Box Office Mojo上《玩命追緝：貝克街大劫案》的資料（英文）
- AllMovie上《玩命追緝：貝克街大劫案》的资料（英文）